# ヴァーネミュンデ

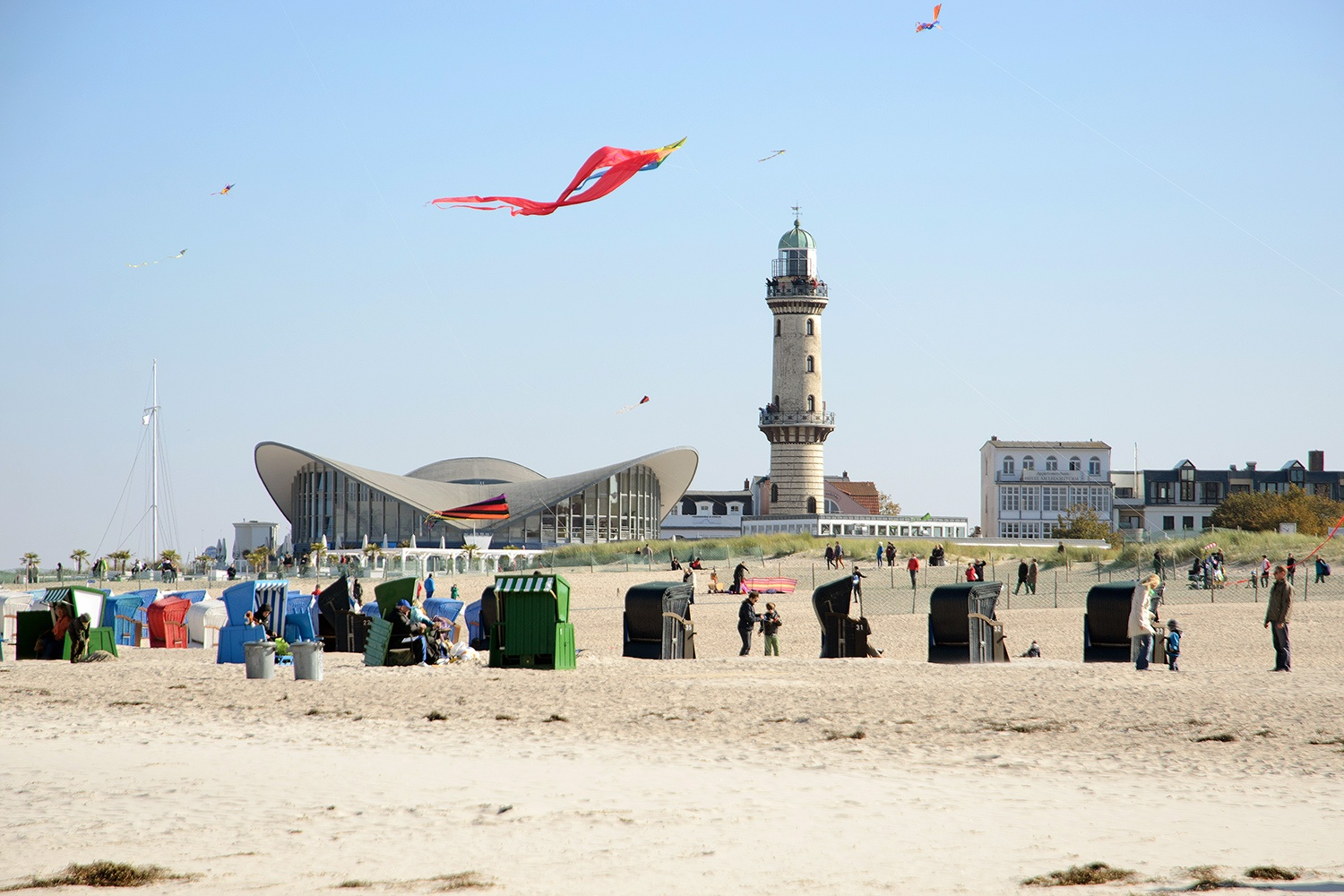
ヴァーネミュンデ

ヴァーネミュンデ (Warnemünde) はドイツ北東部バルト海沿岸のメクレンブルク＝フォアポンメルン州・ロストック独立市にある保養地で、ヴァルノウ川河口に位置する。

## 歴史
1200年頃に成立した。ヴァーネミュンデは数世紀にわたり漁業の村として中心的な役割を担い、地域の経済と文化的発展に重要だった。1323年、ヴァーネミュンデはロストック市によるバルト海への交通を守るために併合され自治を失った。19世紀までヴァーネミュンデは重要な海の保養地として発展した。現在、ヴァーネミュンデはおよそ8,400人の住民を擁する。

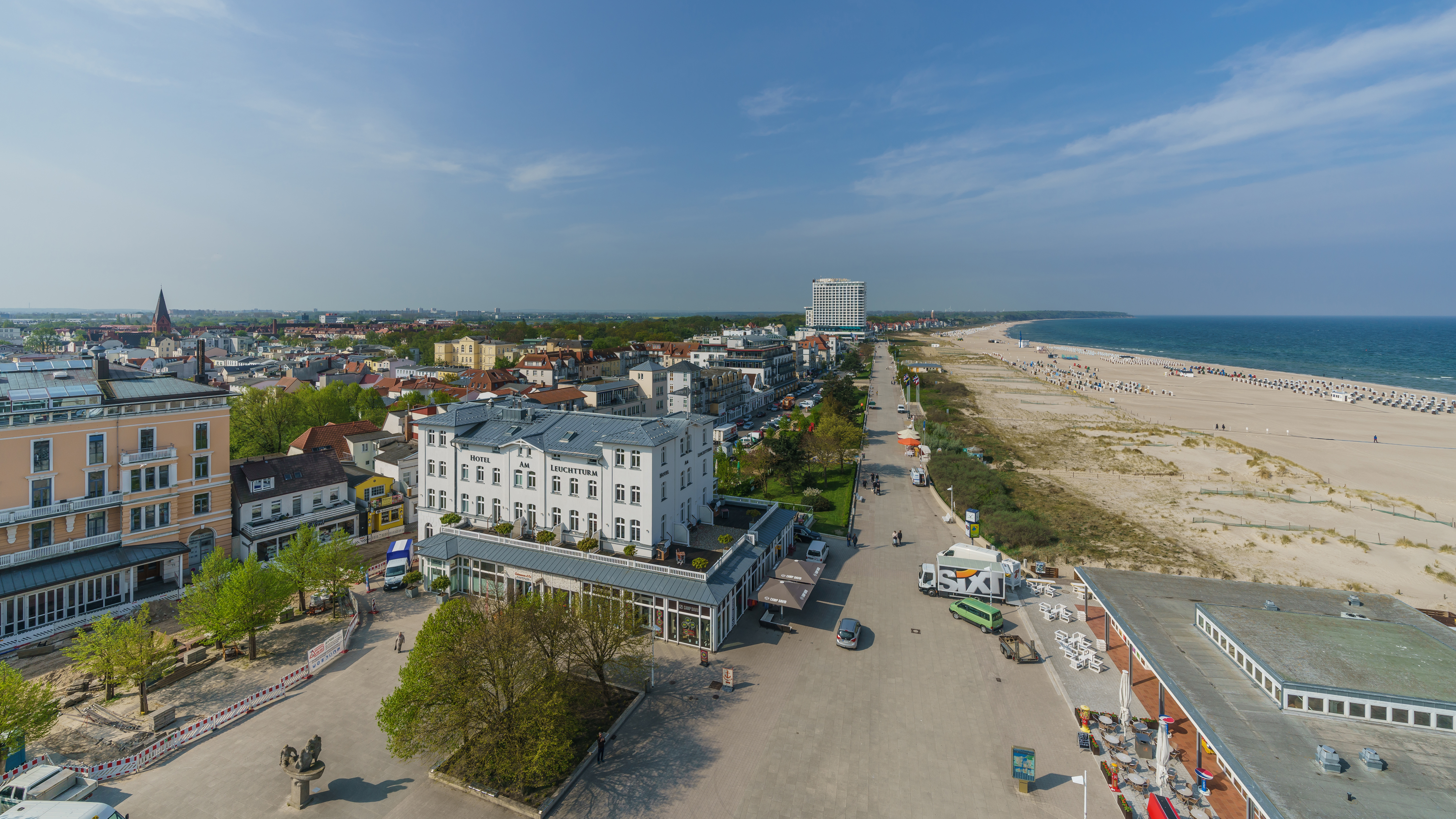
海に面するホテルネプチュン

## 経済
漁業産業が長らくヴァーネミュウンデの経済を支えてきたが、徐々に第一次産業から第二次産業へとシフトしつつある。2005年に新しい岸壁が建設された。増大しつつある中東欧方面の海運を支えると共に、地域への雇用拡大が見込まれる。
ヴァーネミュンデは第一次世界大戦時LFGの工場があった。第二次世界大戦時には多数の航空機会社があった。この中にはハインケルやアラドも含まれる。大戦中、戦略上重要な拠点としてそれらの工場は数度に渡り激しい爆撃を受けた。多くの工場は戦後、転用された。

## 景色

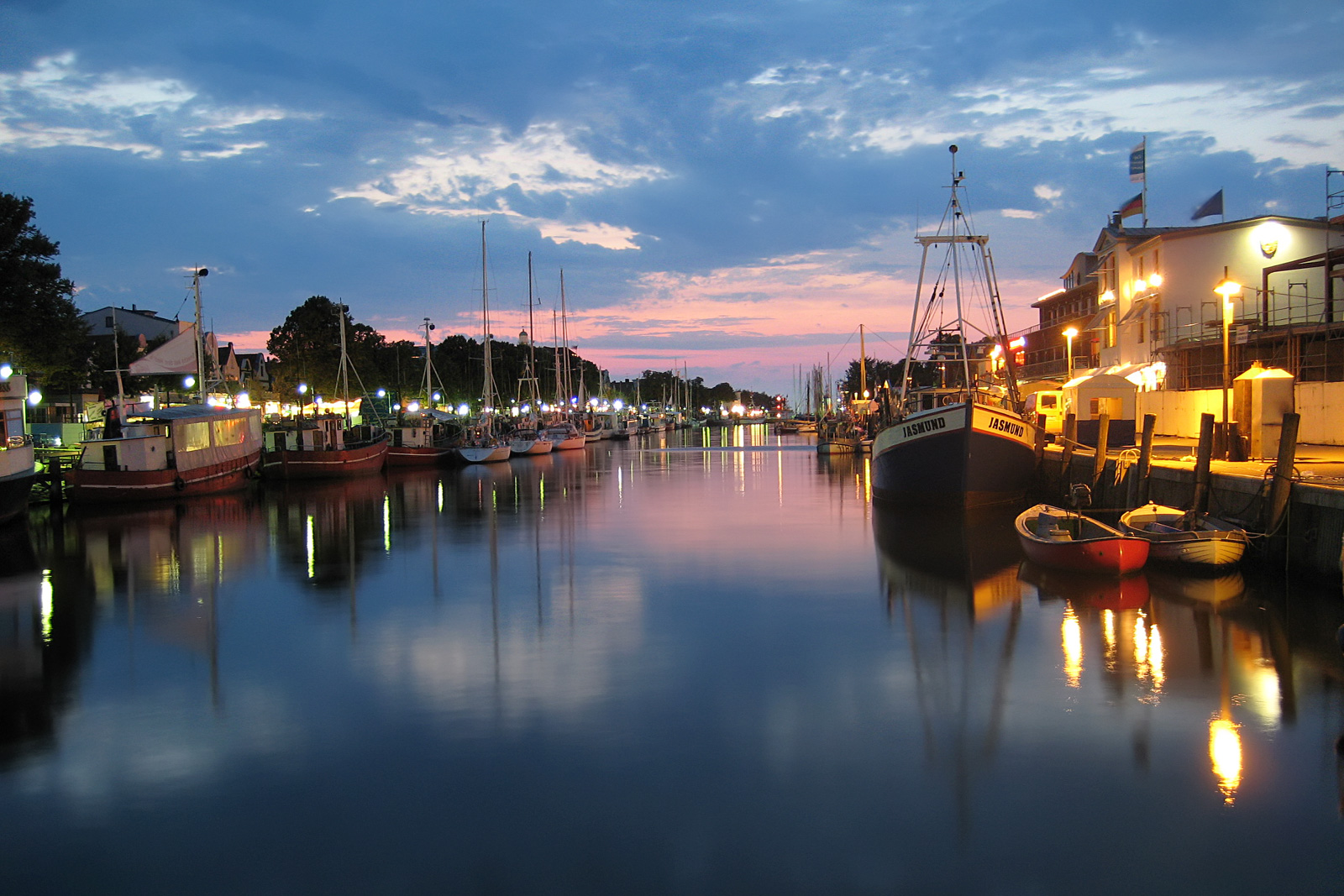
アルターストロム運河

海運の中心として発展してきた。海岸近くには最古の灯台がある。ヴァーネミュンデ灯台は1897年に建築され、現役である。ヴァーネミュンデの3キロメートル以上におよぶ砂浜はドイツのバルト海沿岸で最長とされる。

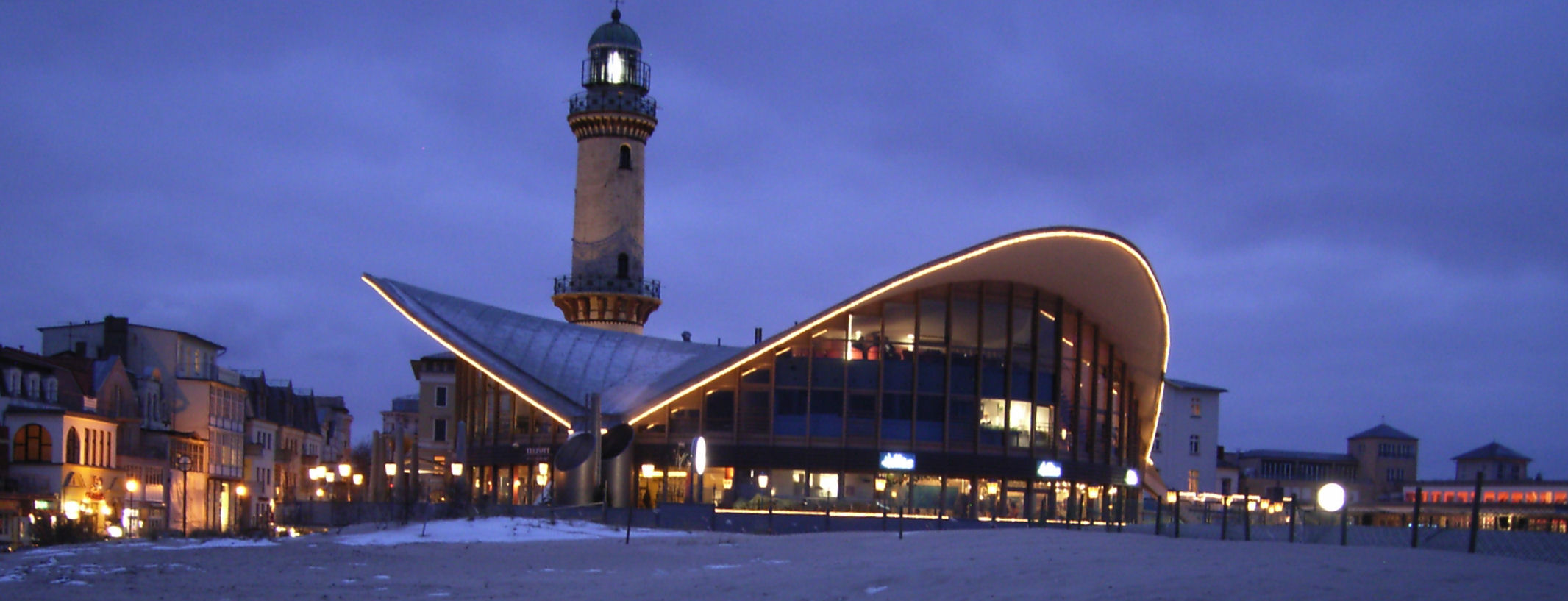
古い灯台とティーポット

## 人物

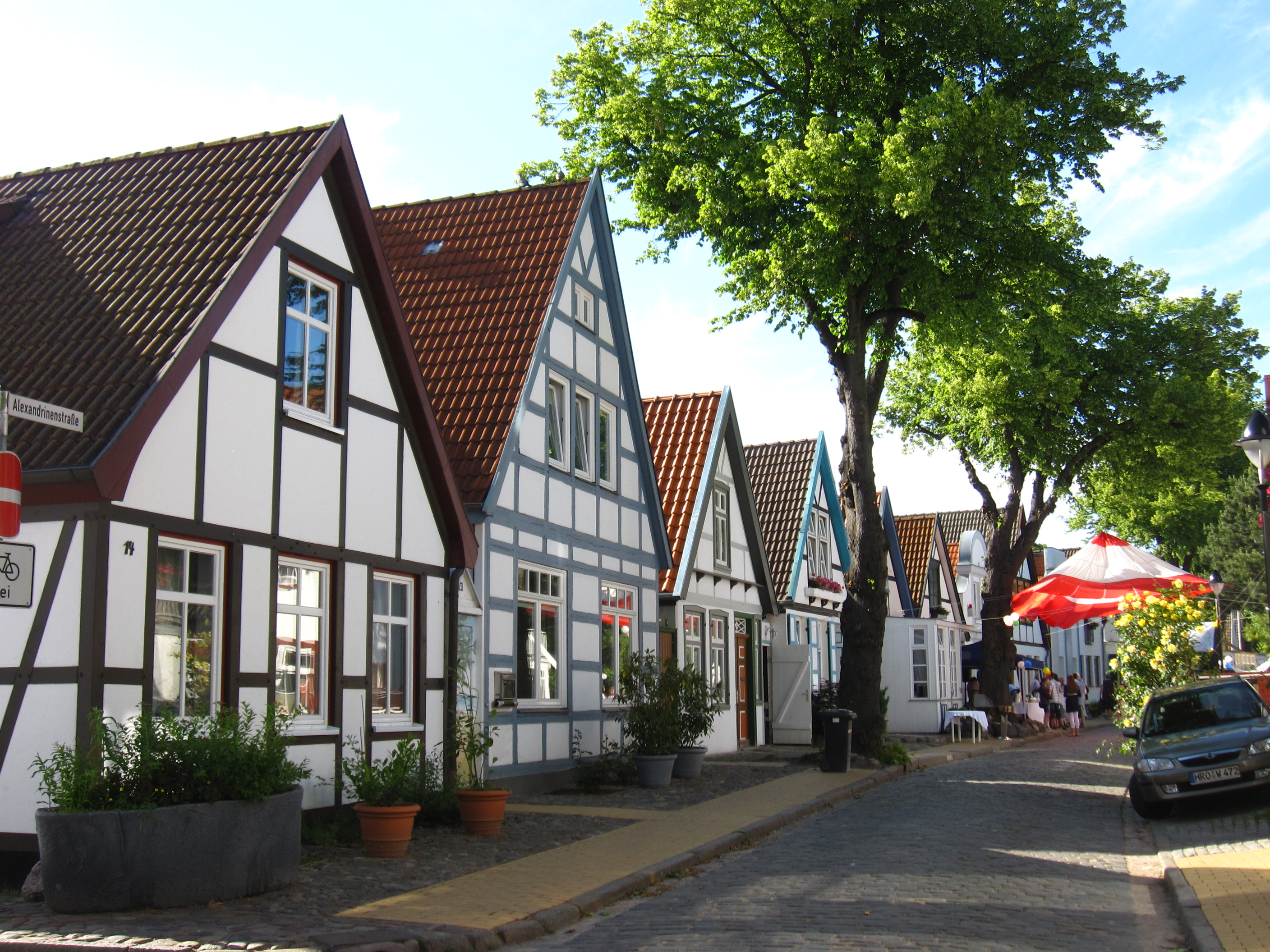
旧市街

- ステファン・ヤンツェン　Stephan Jantzen (1827 – 1913), 水夫、水先案内人と救助チームの司令官
- クラウス・ラス　Klaus Lass (1950),  歌手、作詞家
- マティアス・レイク　Mathias Rieck (1979), スポーツマン
- カール・ハインツ・ロブラン　Karl Heinz Robrahn (1913 – 1987)、 作詞家